# Artjom Anatoljewitsch Krjukow
Artjom Anatoljewitsch Krjukow (russisch Артём Анатольевич Крюков; * 5. März 1982 in Nowosibirsk, Russische SFSR) ist ein russischer Eishockeyspieler, der zuletzt bei Sewerstal Tscherepowez in der Kontinentalen Hockey-Liga spielte.

## Karriere
Artjom Krjukow begann seine Karriere 1997 in der dritten russischen Liga bei der zweiten Mannschaft von Lokomotive Jaroslawl, bevor er während der Saison 1998/99 für die erste Mannschaft des Clubs in der Superliga debütierte. Beim NHL Entry Draft 2000 wählten die Buffalo Sabres ihn in der ersten Runde an der 15. Stelle aus. 2002 gewann Krjukow mit Lokomotive die russische Meisterschaft. Nach diesem Erfolg wechselte der Stürmer zum russischen Verein HK Sibir Nowosibirsk, wo er eine Saison absolvierte. 2003 kehrte er nach Jaroslawl zurück.
Die Spielzeit 2006/07 begann der Center bei Witjas Tschechow und wechselte während der Spielzeit erneut nach Jaroslawl. Beim SKA Sankt Petersburg stand der Stürmer ab 2007 unter Vertrag. Während der Spielzeit 2009/10 spielte er kein Eishockey, kehrte aber im Sommer 2010 in den Kader des SKA zurück.
Im Mai 2011 wurde Krjukow erneut vom HK Sibir Nowosibirsk unter Vertrag genommen und spielte ein Jahr für den Verein. Die Saison 2012/13 begann er beim HK Rjasan und Awtomobilist Jekaterinburg, ehe er im Mai 2013 von Amur Chabarowsk verpflichtet wurde.
Zuletzt spielte er zwischen November 2015 und dem Ende der Saison 2015/16 bei Sewerstal Tscherepowez.

## Erfolge und Auszeichnungen
- 2002 Russischer Meister mit Lokomotive Jaroslawl
- 2010 Spengler-Cup-Gewinn mit dem SKA Sankt Petersburg

## KHL-Statistik
(Stand: Ende der Saison 2013/14)